# Viðfjörður
Viðfjörður (in lingua islandese: Fiordo del legno) è un fiordo situato nel settore orientale dell'Islanda.

## Descrizione
Il Viðfjörður è un piccolo fiordo situato nella regione dell'Austurland, nei fiordi orientali. È posizionato a sud dell'Hellisfjörður. Ha una larghezza di 1,5 km all'imboccatura e penetra per 3 km nell'entroterra.
Il Viðfjörður è il più meridionale dei tre bracci che si diramano dalla baia Norðfjarðarflói. Gli altri due sono: 
- a nord il Norðfjörður (largo 2 km e penetra per 4 km nell'entroterra). Nel fiordo si trova il villaggio di Neskaupstaður, il maggiore insediamento dei fiordi orientali.
- al centro l'Hellisfjörður (largo 1,5 km, penetra per 3 km nell'entroterra).

In Islanda il fiordo è conosciuto per le molte storie di spettri e fantasmi che sembrano abitare in quest'area.

## Denominazione
Il nome del fiordo (fiordo del legno) deriva dall'abbondante legno galleggiante che veniva raccolto in passato sulle sponde del fiordo.

## Insediamenti
Nel 1930 nel fiordo è stata costruita una casa in pietra che veniva utilizzata come fattoria. La casa è stata ristrutturata e viene ora utilizzata solamente per il turismo durante la stagione estiva. Non ci sono infatti più residente permanenti nel fiordo dall'inizio degli anni 1950.

## Vie di comunicazione
Il fiordo può essere raggiunto attraverso gli 8 km della strada sterrata F959 Viðfjarðarvegur, che si snoda attraverso gli altopiani circostanti.
Dal fiordo partiva un collegamento in barca per il villaggio di Neskaupstaður, nel Norðfjörður, prima che nel 1949 venisse aperto il collegamento attraverso il passo Oddsskarð.